# Herb gminy Osieczna (województwo pomorskie)
Herb gminy Osieczna – jeden z symboli gminy Osieczna w postaci herbu, ustanowiony 4 lutego 1992.

## Wygląd i symbolika
Herb przedstawia na niebieskiej  tarczy drzewo sosny. Z prawej strony pnia sosny grzyby borowika w krzewinie wrzosu.